# 9番街 (マンハッタン)

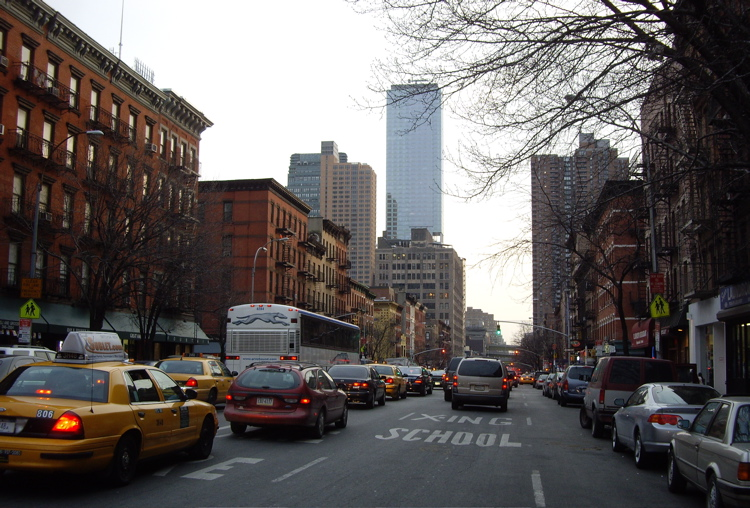
49丁目と9番街の交差点の南側

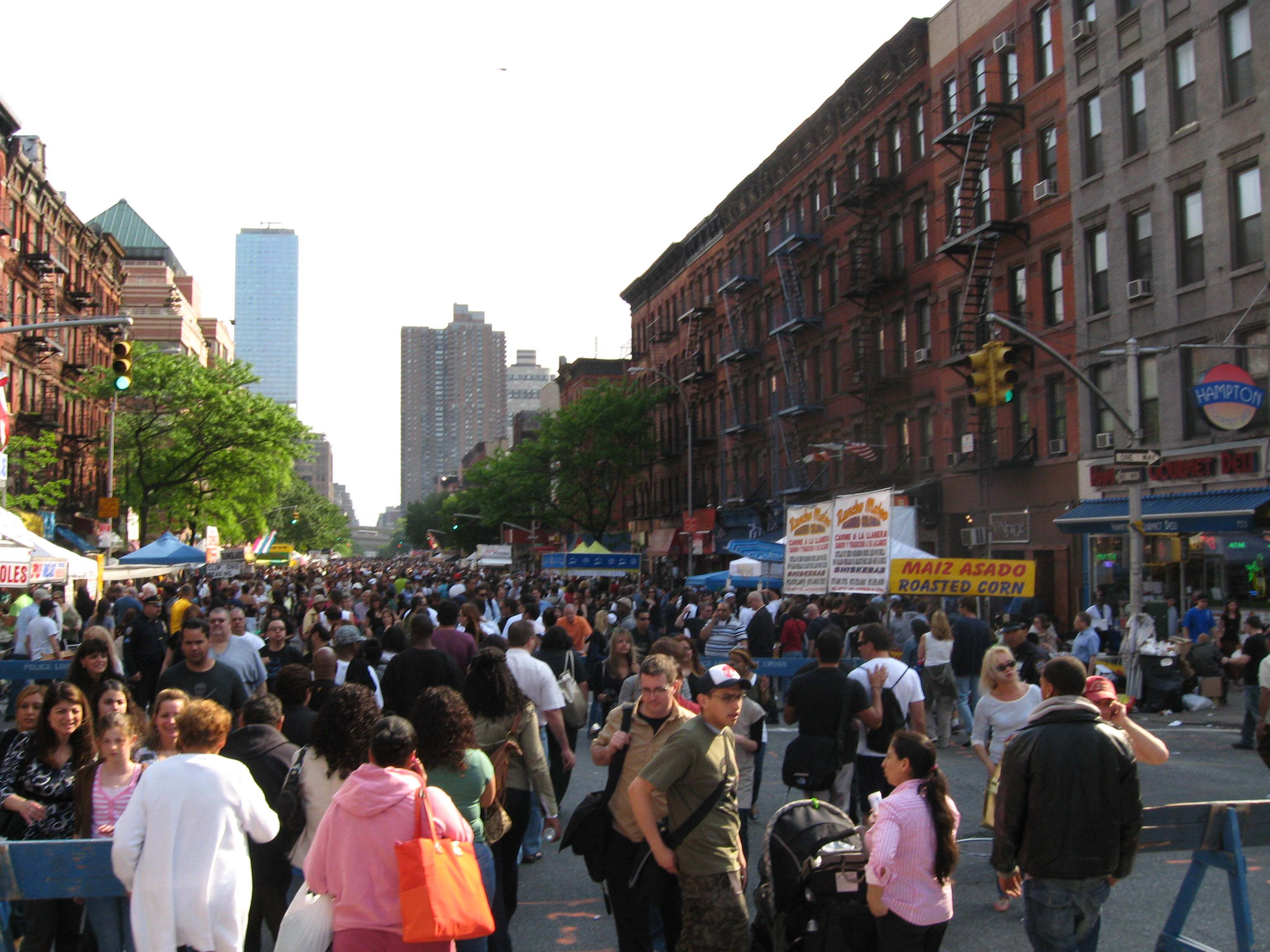
インターナショナル・フード・フェスティバル

9番街（英語: Ninth Avenue）/ コロンバス・アベニュー（Columbus Avenue）は、ニューヨーク市マンハッタン区ウエスト・サイドを南向きに走る道路である。この通りの南端はグリニッジ・ストリートへと接続する。グリニッジ・ストリートおよび9番街の南端の3ブロック（ガンズヴォート・ストリートから14丁目）はアップタウン方面（北向き）の一方通行で、チェルシーからアッパー・ウエスト・サイドまでは全てダウンタウン方面（南向き）の一方通行である。2008年には31丁目と14丁目の区間に、2011年には96丁目と77丁目の区間に、東側の端と駐車レーンの間に自転車道が設けられた。

## 概要
9番街は、ウェスト・ヴィレッジの西14丁目の丁度南にあるガンズヴォート・ストリートから48ブロック北へと伸び、59丁目との交差点からクリストファー・コロンブスに因んだコロンバス・アベニューとなる。この通りは、アッパー・ウエスト・サイドから西110丁目まで途切れることなく続いているが、モーニングサイド・ハイツから122丁目にかけての北部はモーニングサイド・ドライブと改称される場合がある。
9番街は、マンハッタン島北端の201丁目からブロードウェイにかけて、インウッドの短い通りとして、再び現れるが、ニューヨーク市地下鉄207丁目車両基地による8ブロックによって、207丁目から215丁目までは中断している。この延長線に沿った土地の住所は、南部の9番街の住所から連続的に続いている。
リンカーン・スクエア（明確な範囲は定義されていない）には、修復されてモダンな建物となったABCテレビ・ネットワークのグループの本社が位置しており、コロンバス・アベニューは、5〜7階のレンガ、褐色砂岩造りで、テラコッタやパネルを使用した、ロマネスク・リヴァイヴァル建築、イタリア風建築の建物に制限している、67・68丁目から89丁目にかけて広がるセントラル・パーク・ウェスト歴史地区を通過している。また、多くの華麗なコーニスが残っている。建物は、裏通りにアクセスする最も狭い道によって、中央のブロックが分けられており、道の横には、ニワウルシの葉を見ることができる。同じような特性を持つ3人あるいは4人の建築家によって設計された建物は、統一性がある。72丁目のマッキム、ミード・アンド・ホワイトのオフィスからの小さな商用ブロックと同様、いくつかの寛大な第一次世界大戦前のアパートや、旧エンディコット・ホテルも存在する。
9番街の、15丁目と16丁目の間にあるワンブロックは、現在「オレオ・ウェイ」として知られている。最初のオレオ・クッキーは、1912年に、この9番街の同じブロックにあったナビスコ本社で製造された。
9番街とコロンバス・アベニューは、南行きの一方通行に、二段階に分けて規制された。ブロードウェイとの交差点より南は、1948年11月6日より規制されている。110番街までの残りは、1951年12月6日に規制された。

## 名所
- アルヴィン・エイリー・アメリカン・ダンス劇場 - 9番街と55丁目。
- アメリカ自然史博物館
- チェルシー
- セント・ポール使徒教会
- 聖使徒教会
- フォーダム大学
- ガンズヴォート・マーケット
- ヘルズ・キッチン
- ジョン・ジャイ・カレッジ
- リンカーン・センター - コロンバス・アベニューとブロードウェイの交差点（65丁目近く）。
- ポート・オーソリティ・ターミナル - 41丁目
- ルーズベルト病院
- 66丁目地下鉄駅（ 系統） - 9番街/コロンバス・アベニュー。

## 歴史
ビル・クリントン元大統領は、ヘルズ・キッチン地域の9番街を再開発するプロジェクトを始めた。9番街では、毎年、5月の9番街フード・フェスティバルを含むストリート・フェアが開催されている。
9番街高架には、19世紀に、旅客鉄道が走り始めた。路線の賃貸契約は、1903年4月1日に、インターボロー・ラピッド・トランジット（IRT）により執り行われた。この路線は、IRTがニューヨーク市により購入され、1940年に閉鎖されるまで走っていた。

## 文化
- 芸術では、ソール・スタインバーグの「9番街からの世界の眺め」の舞台として知られる。
- テレビ番組『となりのサインフェルド』では、この通りが、ほとんどの通りの景色となっており、コロンバス・アベニューを拠点としている。